# Filippo Vibò di Prales
Giovanni Giuseppe Filippo Gerolamo Vibò conte di Prales (Torino, 27 maggio 1735 – Torino, 7 marzo 1821) è stato un generale italiano, insignito da re Vittorio Emanuele I di Savoia del Collare dell'Ordine supremo della Santissima Annunziata.

## Biografia
Nacque a Torino il 27 maggio 1735, figlio Carlo Maurizio Maria e della marchesina Teresa Morozzo di Bianzè. Intraprese giovanissimo la carriera militare nell'Armata Sarda. Il 1 ottobre 1789 era tenente colonnello nel Reggimento provinciale di Casale, e promosso colonnello assunse il comando del reggimento. Il 9 gennaio 1792, nominato colonnello, assunse il comando del Reggimento fanteria della Marina. Il 30 marzo 1793 viene promosso brigadiere di fanteria, passando maggior generale il 13 maggio 1794. Il 9 aprile 1795 è nominato governatore in seconda dei forti di Fenestrelle e della valle di Pragelato.
Dopo la restaurazione, il 26 luglio 1814 è nominato Gran mastro dell'artiglieria e il 2 agosto assume l'incarico di direttore generale Regie Scuole Teoriche e Pratiche di Artiglieria e Fortificazione che mantenne sino al 1816. Il 2 gennaio 1815 viene promosso generale di fanteria, e il 2 novembre dello stesso anno re Vittorio Emanuele I di Savoia lo insignì del Collare dell'Ordine supremo della Santissima Annunziata. Il 22 settembre 1820 fu nominato Grande della Corona. Si spense a Torino il 7 marzo 1821, nominando suoi eredi i marchesi Morozzo della Rocca. La salma fu sepolta nella Certosa reale di Collegno.

### Fonti
1. ↑  Ilari, Shama 2008, p. 513.
2. 1 2 3  Lo Faso di Serradifalco 2016, p. 452.
3. ↑   Raccolta per ordine di materie delle leggi, provvidenze, editti ..., Volume 1, 1818,  p. 206. URL consultato il 12 marzo 2022.
4. 1 2 3  Ilari, Shama 2008, p. 514.
5. ↑  Angius 1837, p. 511.